# Llista de topònims de Bonastre
Llista de topònims (noms propis de lloc) del municipi de Bonastre, al Baix Penedès
Informació actualitzada per un bot. Els canvis manuals es perdran quan s'actualitzi!

## entitat singular de població
| imatge | Nom                   | Ubicat a | instància de                                   | Detalls | coordenades                                                                  | Protecció | Commons (més fotos) | Dades a WD                    |
| ------ | --------------------- | -------- | ---------------------------------------------- | ------- | ---------------------------------------------------------------------------- | --------- | ------------------- | ----------------------------- |
|        | Bonastre              | Bonastre | entitat singular de població capital municipal | 500 hab | 41° 13′ 13″ N, 1° 26′ 22″ E / 41.22031°N,1.43936°E 180 msnm                  |           |                     | Modifica les dades a Wikidata |
|        | la Font de la Gavatxa | Bonastre | entitat singular de població                   | 30 hab  | 41° 12′ 29″ N, 1° 25′ 59″ E / 41.2081716923756°N,1.43312859217026°E 175 msnm |           |                     | Modifica les dades a Wikidata |
|        | la Vinya de Bonastre  | Bonastre | entitat singular de població                   | 232 hab | 41° 12′ 51″ N, 1° 26′ 40″ E / 41.214175237062°N,1.4445678742929°E 164 msnm   |           |                     | Modifica les dades a Wikidata |

## font
| imatge | Nom                     | Ubicat a | instància de | Detalls | coordenades                                                         | Protecció | Commons (més fotos) | Dades a WD                    |
| ------ | ----------------------- | -------- | ------------ | ------- | ------------------------------------------------------------------- | --------- | ------------------- | ----------------------------- |
|        | font de Cal Setró       | Bonastre | font         |         | 41° 12′ 50″ N, 1° 27′ 53″ E / 41.2138658945519°N,1.46466272283908°E |           |                     | Modifica les dades a Wikidata |
|        | font de Santa Magdalena | Bonastre | font         |         | 41° 13′ 22″ N, 1° 26′ 17″ E / 41.2227134405154°N,1.43804261353654°E |           |                     | Modifica les dades a Wikidata |

## masia
| imatge | Nom                 | Ubicat a | instància de | Detalls | coordenades                                                        | Protecció | Commons (més fotos) | Dades a WD                    |
| ------ | ------------------- | -------- | ------------ | ------- | ------------------------------------------------------------------ | --------- | ------------------- | ----------------------------- |
|        | Ca l'Antic          | Bonastre | masia        |         | 41° 14′ 08″ N, 1° 26′ 12″ E / 41.2356303358301°N,1.4367327725131°E |           |                     | Modifica les dades a Wikidata |
|        | Cal Lluïsot         | Bonastre | masia        |         | 41° 13′ 39″ N, 1° 25′ 39″ E / 41.22745508983°N,1.4275500105881°E   |           |                     | Modifica les dades a Wikidata |
|        | Cal Puig Xic        | Bonastre | masia        |         | 41° 14′ 28″ N, 1° 26′ 25″ E / 41.241140202305°N,1.4403485532359°E  |           |                     | Modifica les dades a Wikidata |
|        | Cal Setró           | Bonastre | masia        |         | 41° 13′ 18″ N, 1° 28′ 10″ E / 41.221714505471°N,1.4694417120589°E  |           |                     | Modifica les dades a Wikidata |
|        | Mas de la Trunyella | Bonastre | masia        |         | 41° 12′ 44″ N, 1° 24′ 34″ E / 41.2123587090692°N,1.4093751431057°E |           |                     | Modifica les dades a Wikidata |
|        | Masia dels Plans    | Bonastre | masia        |         | 41° 13′ 51″ N, 1° 25′ 05″ E / 41.23092610728°N,1.417921691591°E    |           |                     | Modifica les dades a Wikidata |

## muntanya
| imatge | Nom               | Ubicat a                                | instància de | Detalls | coordenades                                                                        | Protecció | Commons (més fotos) | Dades a WD                    |
| ------ | ----------------- | --------------------------------------- | ------------ | ------- | ---------------------------------------------------------------------------------- | --------- | ------------------- | ----------------------------- |
|        | Muntanya del Molí | Bonastre                                | muntanya     |         | 41° 12′ 29″ N, 1° 26′ 47″ E / 41.20809722°N,1.44631111°E 244 msnm                  |           |                     | Modifica les dades a Wikidata |
|        | Puig Barbolí      | Bonastre                                | muntanya     |         | 41° 13′ 17″ N, 1° 24′ 34″ E / 41.221333333333334°N,1.4095555555555557°E 310.7 msnm |           |                     | Modifica les dades a Wikidata |
|        | Turó de Puig-roig | Bonastre                                | muntanya     |         | 41° 12′ 51″ N, 1° 25′ 52″ E / 41.2141°N,1.43112°E 264.7 msnm                       |           |                     | Modifica les dades a Wikidata |
|        | el Mallol         | Bonastre                                | muntanya     |         | 41° 12′ 32″ N, 1° 23′ 46″ E / 41.2089°N,1.39607°E 254.6 msnm                       |           |                     | Modifica les dades a Wikidata |
|        | la Mola           | Bonastre la Pobla de Montornès Creixell | muntanya     |         | 41° 12′ 42″ N, 1° 25′ 02″ E / 41.2116572604°N,1.41730041394°E 317 msnm             |           | La Mola (Bonastre)  | Modifica les dades a Wikidata |
|        | la Plana del Xim  | Bonastre Albinyana                      | muntanya     |         | 41° 12′ 39″ N, 1° 28′ 33″ E / 41.2109°N,1.47574°E 272 msnm                         |           |                     | Modifica les dades a Wikidata |

## serra
| imatge | Nom                   | Ubicat a | instància de | Detalls | coordenades                                                         | Protecció | Commons (més fotos) | Dades a WD                    |
| ------ | --------------------- | -------- | ------------ | ------- | ------------------------------------------------------------------- | --------- | ------------------- | ----------------------------- |
|        | Muntanya de la Rovira | Bonastre | serra        |         | 41° 13′ 09″ N, 1° 27′ 10″ E / 41.21928417°N,1.45282222°E 301.7 msnm |           |                     | Modifica les dades a Wikidata |
|        | Muntanyes del Tet     | Bonastre | serra        |         | 41° 14′ 43″ N, 1° 27′ 06″ E / 41.245225°N,1.45163639°E 358.2 msnm   |           |                     | Modifica les dades a Wikidata |

## Misc
| imatge | Nom                           | Ubicat a                                              | instància de      | Detalls                                                | coordenades | Protecció                                  | Commons (més fotos)         | Dades a WD                    |
| ------ | ----------------------------- | ----------------------------------------------------- | ----------------- | ------------------------------------------------------ | --- | ------------------------------------------ | --------------------------- | ----------------------------- |
|        | Clot de Bou                   | Baix Penedès la Bisbal del Penedès Bonastre Albinyana | quebrada          |                                                        | 41° 14′ 43″ N, 1° 27′ 19″ E / 41.245382°N,1.455324°E 182 325 msnm                                                                   |                                            |                             | Modifica les dades a Wikidata |
|        | Coll de la Font d'en Benet    | Bonastre Albinyana                                    | indret            |                                                        | 41° 13′ 45″ N, 1° 28′ 00″ E / 41.229166666666664°N,1.4666666666666668°E 289 msnm                                                    |                                            |                             | Modifica les dades a Wikidata |
|        | Santa Magdalena de Bonastre   | Bonastre                                              | església          | Estil: barroc                                          | 41° 13′ 20″ N, 1° 26′ 27″ E / 41.22217°N,1.44092°E                                                                                  | bé cultural d'interès local                | Santa Magdalena de Bonastre | Modifica les dades a Wikidata |
|        | casa Fontanilles              | Bonastre                                              | casa              | Estil: arquitectura neoclàssica                        | 41° 13′ 14″ N, 1° 26′ 24″ E / 41.2206°N,1.43988°E 175 msnm                                                                          | bé integrant del patrimoni cultural català | Casa Fontanilles            | Modifica les dades a Wikidata |
|        | casa consistorial de Bonastre | Bonastre                                              | casa consistorial |                                                        | 41° 13′ 16″ N, 1° 26′ 24″ E / 41.221129°N,1.4400682°E                                                                               |                                            | Town hall of Bonastre       | Modifica les dades a Wikidata |
|        | torrent de l'Aguilera         | Bonastre Roda de Berà Creixell                        | curs d'aigua      | Desemboca: mar Mediterrània Llarg: 12km Conca: 31.6km² | 41° 14′ 10″ N, 1° 26′ 02″ E / 41.236222222222224°N,1.43375°E 41° 09′ 39″ N, 1° 27′ 17″ E / 41.16088888888889°N,1.4546666666666668°E |                                            | Torrent de l'Aguilera       | Modifica les dades a Wikidata |